# Altun Kupri

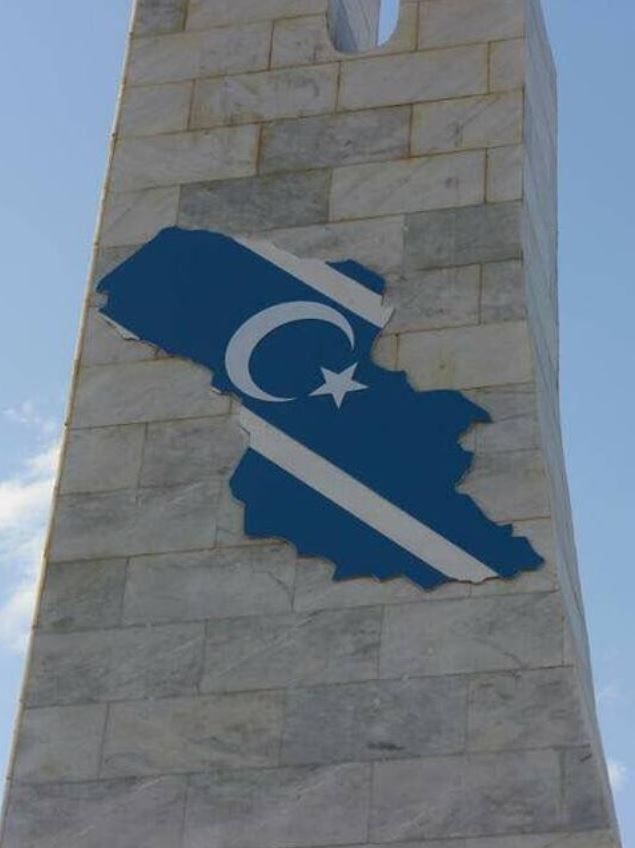
Una mappa del Turkmeneli su un monumento ad Altun Kupri

Altun Kupri (in arabo التون كوبري‎?, in turco Altınköprü "Ponte d'oro" in curdo پردێ,Pirdê‎) è una città nel Governatorato di Kirkuk, in Iraq. I suoi abitanti sono prevalentemente turcomanni, con una minoranza di arabi e curdi. Si trova sulle rive del Piccolo Zab e sulla strada Erbil - Kirkuk. La città è descritta come avente un "significato strategico intrinseco" ed è disputata.

## Etimologia
Esistono diverse teorie sul nome della città. Alcuni credono che "Ponte d'oro" si riferisca a una donna turca o curda con quel nome, mentre altri credono che si riferisca alle colorate carovane che passavano per la città e al suo ponte nel loro cammino tra Mosul e Baghdad.

## Storia
Il sultano ottomano Murad IV costruì due ponti nella città che le fecero guadagnare importanza. Nota per i suoi paesaggi, venne visitata da molti viaggiatori europei.
Altun Kupri ospitava circa 400-500 famiglie entro la fine del XVIII secolo. Mirza Abu Taleb Khan visitò la città nel 1799, descrivendola come un grande villaggio con una popolazione mista curda e turkmena impegnata nell'agricoltura. Era inoltre un centro commerciale tra il Kurdistan e Baghdad per fichi, uva e altri prodotti agricoli. Nel 1906 la città contava 4 000 abitanti. Gli ottomani distrussero i famosi ponti in pietra della città nel 1918 e li sostituirono con moderne costruzioni in acciaio.
Nel 1925 la popolazione della città era prevalentemente turkmena.
La città ha sperimentato l'arabizzazione durante l'era di Saddam e una maggiore militarizzazione per contrastare la diffusione delle attività nazionaliste curde verso Kirkuk.
Più di un centinaio di civili turkmeni sono stati uccisi nel massacro di Altun Köpru del 1991 durante la Guerra del Golfo dall'esercito iracheno.

## Comunità curda
I curdi costituivano il 70% della popolazione nel 1947, mentre quel numero è sceso al 50% nel 1957. Nel 1965, la percentuale dei curdi scese ulteriormente al 25,7%, ma aumentò di nuovo al 75,6% nel 1977. Nelle elezioni parlamentari del dicembre 2005, l'Alleanza patriottica democratica del Kurdistan ha ricevuto l'80% dei voti nel sottodistretto di Altun Kupri.